# Prochiloneurus bolivari
Prochiloneurus bolivari är en stekelart som beskrevs av Mercet 1919. Prochiloneurus bolivari ingår i släktet Prochiloneurus och familjen sköldlussteklar. Arten är reproducerande i Sverige. Inga underarter finns listade i Catalogue of Life.